# El Hong Kong de hoy es el Taiwán de mañana

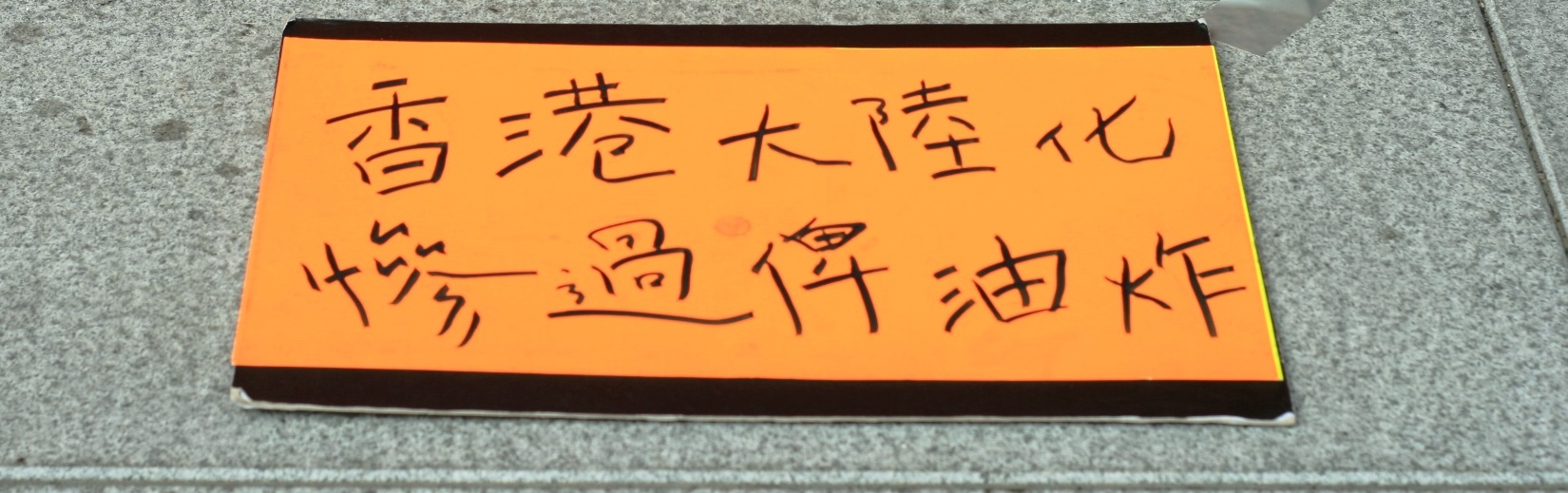
Eslóganes de manifestación en Hong Kong, 2014.

El Hong Kong de hoy es el Taiwán de mañana o Hoy Hong Kong, Mañana Taiwán (Chino tradicional:今日香港，明日臺灣 Inglés:Today Hong Kong, Tomorrow Taiwan) fue el lema durante el Movimiento Estudiantil Girasol de Taiwán en abril de 2014. Expresaba preocupaciones sobre la futura relación de Taiwán con China, estableciendo paralelismos con los desarrollos en Hong Kong después de su traspaso a China. El lema enfatizaba la necesidad de que Taiwán fuera cauteloso con los posibles impactos negativos del Acuerdo de Comercio de Servicios a través del Estrecho (CSSTA), incluido el riesgo de que Taiwán se volviera más dependiente económicamente de China, como ocurrió con Hong Kong. El movimiento destacó problemas en Hong Kong, como la supresión de salarios, la burbuja inmobiliaria, el empeoramiento de la desigualdad de riqueza, la influencia del capital chino en las políticas de Hong Kong y los conflictos entre China continental y Hong Kong en varios sectores.
Eventualmente, este lema se convirtió en un símbolo del destino compartido entre Hong Kong y Taiwán.
Li Yi, el fundador de Seventies monthly magazine, reflexionó sobre la evolución del lema "Hoy Hong Kong, Mañana Taiwán" a lo largo de 30 años. Comparó los 17 años de Hong Kong tras su traspaso con Taiwán, señalando que, aunque la democracia política de Taiwán parecía poco impresionante y su desarrollo económico se quedaba atrás respecto a China continental y Hong Kong, la sociedad civil de Taiwán estaba madurando progresivamente, con un sentido de autonomía fortalecido. Esto contrastaba marcadamente con la regresión observada en la sociedad civil y las instituciones gubernamentales de Hong Kong bajo la presión del Partido Comunista Chino y los intereses de China continental. El Movimiento Girasol resonó con muchos hongkoneses, quienes compartieron mensajes de apoyo y simpatía a través de Facebook. El movimiento también fue ampliamente cubierto en las noticias de Hong Kong, lo que amplificó aún más la identificación de los hongkoneses con la lucha taiwanesa.
En respuesta al Movimiento Girasol de 2014, surgió otro lema: "Hoy Taiwán, Mañana Hong Kong". El presidente de la Unión de Estudiantes de la Universidad China de Hong Kong, Tommy Cheung Sau-yin, sugirió que, después de que Taiwán utilizara la situación de Hong Kong como advertencia, era muy probable que Hong Kong experimentara su propio movimiento social, posiblemente siguiendo el modelo del Movimiento Girasol de Taiwán. Predijo que Hong Kong eventualmente usaría tácticas de protesta similares para prepararse para la ocupación de Central, con las protestas de Taiwán como plantilla para Hong Kong. El Movimiento Girasol, desencadenado por el CSSTA, recordó a los hongkoneses los sentimientos negativos que tenían hacia el continente y el Acuerdo de Asociación Económica Más Estrecha entre el Continente y Hong Kong (CEPA), convirtiendo a Hong Kong en un ejemplo de advertencia para Taiwán.
Según el Ta Kung Pao, los grupos de oposición de Hong Kong amenazaron con adoptar los métodos del Movimiento Girasol de Taiwán para ocupar el Consejo Legislativo de Hong Kong, bajo el lema "Hoy Taiwán, Mañana Hong Kong". El comentarista zh describió metafóricamente a Hong Kong como una "unidad de demostración" donde, después de ser recuperada por sus propietarios continentales, los derechos humanos, las libertades y el estado de derecho fueron reemplazados por el lema "Ama a la China socialista". Esperaba que Taiwán, a su vez, se convirtiera en un modelo para que los hongkoneses emularan en su propia lucha, invirtiendo la narrativa a "Hoy Taiwán, Mañana Hong Kong".
En el mismo año, Hong Kong experimentó el Incidente de ocupación del Consejo Legislativo de 2014.
En Japón, se ha creado un nuevo lema a partir de esto: 'Hoy Hong Kong, Mañana Taiwán, Pasado Mañana Okinawa".